# 玉州 (羁縻州)
玉州，中国唐朝时设置的州。
唐太宗貞觀五年（631年）以党项野利部落设置玉州，治今青海省贵南县沙沟乡查纳寺古城。唐高宗儀鳳二年（677年）地入吐蕃，玉州内徙庆州白马县附近，治今甘肃省华池县悦乐乡。唐代宗廣德二年（764年），废除玉州，地入吐蕃。